# Mitterpacher József
Mitternburgi Mitterpacher József, születési nevén Mitterbacher József (Bellye, 1739. február 14. – Pest, 1788. március 24.) római katolikus pap, jezsuita szerzetes, matematikus, bölcseleti és teológiai doktor, egyetemi tanár

## Pályafutása
Mitterbacher Ignác és Lentz Johanna fia, Mitterpacher Lajos öccse volt. A Mitterpacherek 1752. június 19-én kapták meg a magyar nemességet (már Ignác halála után özvegye és leszármazói). Többek között a jezsuiták pécsi iskolájában tanult. 1753. október 14-én belépett a jezsuita rendbe s tanulmányai végeztével tanárként működött. 1766-ban Grazban szentelték pappá. 1768–1773-ban a bécsi Theresianum kormányzója volt. 
A rend feloszlatása (1773) után a nagyszombati, majd budai, illetőleg onnan Pestre helyezett tudományegyetem bölcsészeti karán a matematika (1773–1774), majd a matematikus-, illetőleg mérnökképzés fejlesztése érdekében felállított felsőbb matematika tanszék tanára volt haláláig. 1776-1777 között a bölcsészeti kar dékánja, 1780-1781 között az egyetem rektora volt. 
1785-ben részt vett a bölcsészettudományi kar keretében létrehozott Mérnöki Intézet (Institutum Geometrico-Practicum) megszervezésében és egyik legfontosabb tárgyának, a felsőbb matézisnek (matheseos sublimioris, a fizikának) és a felsőbb mennyiségtannak az előadója volt. Kéziratban maradt munkáját utóda, Pasquich János adta ki. 1784. január 18-án kelt végrendeletében 200 forintot hagyományozott a pesti egyetem bölcseleti karára, hogy kamatai szegény beteg katolikus hallgatók segélyezését szolgálják.

## Művei
- Panegyricus[2] divo Franc. Xav. dictus. Oratore Car. L. B. de Perényi, Philos. 1. an. aud., deferente… Tyrnaviae, 1776
- Unterricht in der mathematischen Analysis und Maschinenlehre. I. Band enthaltend die Buchstaben-Rechenkunst und die so genannte Analysis endlicher Grössen, wie sie in seinen Papieren Herr Joseph Mitterpacher von Mitterburg hinterlassen hat. Herausg. von Johann Pasquich. Tábla rajzzal. Leipzig, 1790